# Płonica (województwo pomorskie)
Płonica – osada w Polsce położona w województwie pomorskim, w powiecie człuchowskim, w gminie Człuchów. 
W latach 1975–1998 miejscowość położona była w województwie słupskim.
Osada jest częścią składową sołectwa Dębnica.